# Buvolec Lichtensteinův
Buvolec Lichtensteinův (Alcelaphus lichtensteinii, dříve Sigmoceros lichtensteinii), v Africe nazývaný Nkonzi, patří mezi středně velké africké antilopy. Někdy je uváděn i jako poddruh buvolce stepního (Alcelaphus buselaphus lichtensteinii).

## Popis
Dorůstá délky 185 cm, výšky v kohoutku 125 cm a hmotnosti 135 kg. Vzhledem i způsobem života se velmi podobá buvolci stepnímu, jemuž je velmi blízký i geneticky. Liší se od něj určitými znaky na lebce, především šířkou čelních kostí a tvarem rohů. Rohy jsou poměrně krátké, ale velmi silné a esovitě prohnuté (odtu dříve používaný název Sigmoceros, tj. Esovitě prohnutý roh), při pohledu zepředu vytvářejí nad čelem kruhovitý nebo srdčitý obrazec. Na rozdíl od buvolce stepního dává přednost buši před otevřenou savanou a živí se kromě trávy ve větší míře i větvičkami a listy keřů. Obývá oblast jihovýchodní Afriky od jižní Tanzanie po Mosambik a Zimbabwe. Byl pojmenován na počest německého zoologa a cestovatele Martina Lichtensteina.